# Pahuayo Primero
Pahuayo Primero är en ort i Mexiko.   Den ligger i kommunen Matlapa och delstaten San Luis Potosí, i den sydöstra delen av landet, 210 km norr om huvudstaden Mexico City. Pahuayo Primero ligger 552 meter över havet och antalet invånare är 520.
Terrängen runt Pahuayo Primero är kuperad åt nordväst, men åt sydost är den bergig. Runt Pahuayo Primero är det tätbefolkat, med 476 invånare per kvadratkilometer. Närmaste större samhälle är Tamazunchale, 12,8 km sydost om Pahuayo Primero. I omgivningarna runt Pahuayo Primero växer i huvudsak städsegrön lövskog.